# Прапор Марса

Хоча прапор Марса ще не має офіційного статусу, він вже побував у космосі.

Не маючи ніякого офіційного статусу, марсіанський прапор було не лише затверджено Марсіанським товариством та Планетарним товариством, але також відправлено в космос. Прапор доставив на орбіту американський астронавт Джон Мейс Грансфелд під час однієї з останніх космічних експедицій.
Прапор зображує майбутню історію Марса: червона смуга символізує Марс, яким він є сьогодні, зелена та синя символізують етапи можливого освоєння планети людством, якщо воно матиме бажання та можливості для цього. Кольори прапора та їхнє значення базуються на так званій «Марсіанській трилогії» Кіма Стенлі Робінсона — «Червоний Марс», «Зелений Марс», «Синій Марс».